# Жененвиль
Жененвиль (фр. Genainville) — муниципалитет во Франции, в регионе Иль-де-Франс, департамент Валь-д'Уаз. Население — 490 человек (1999). Муниципалитет расположен на расстоянии около 55 км северо-западнее Парижа, 26 км северо-западнее Сержи.

## Демография
Динамика населения (Cassini и INSEE):

## Города-побратимы
- Пюимуайен (Франция)